# Мілл-Крік-Іст (Вашингтон)
Мілл-Крік-Іст (англ. Mill Creek East) — переписна місцевість (CDP) в США, в окрузі Сногоміш штату Вашингтон. Населення — 24 912 особи (2020).

## Географія
Мілл-Крік-Іст розташований за координатами 47°50′10″ пн. ш. 122°11′16″ зх. д. / 47.83611° пн. ш. 122.18778° зх. д. (47.836049, -122.187671).  За даними Бюро перепису населення США в 2010 році переписна місцевість мала площу 11,52 км², уся площа — суходіл.

## Демографія
Згідно з переписом 2010 року, у переписній місцевості мешкало 15 709 осіб у 5377 домогосподарствах у складі 4174 родин. Густота населення становила 1364 особи/км².  Було 5691 помешкання (494/км²).
Расовий склад населення:
| - 70,2 % — білих - 19,8 % — азіатів - 1,8 % — чорних або афроамериканців - 0,7 % — корінних американців - 0,3 % — вихідців з тихоокеанських островів - 2,9 % — осіб інших рас |

До двох чи більше рас належало 4,3 %. Частка іспаномовних становила 7,4 % від усіх жителів.
За віковим діапазоном населення розподілялося таким чином: 28,4 % — особи молодші 18 років, 66,2 % — особи у віці 18—64 років, 5,4 % — особи у віці 65 років та старші. Медіана віку мешканця становила 34,4 року. На 100 осіб жіночої статі у переписній місцевості припадало 100,0 чоловіків;  на 100 жінок у віці від 18 років та старших — 97,5 чоловіків також старших 18 років.
Середній дохід на одне домашнє господарство  становив 116 222 долари США (медіана — 101 496), а середній дохід на одну сім'ю — 126 774 долари (медіана — 117 277). Медіана доходів становила 81 076 доларів для чоловіків та 58 451 долар для жінок. За межею бідності перебувало 6,3 % осіб, у тому числі 8,5 % дітей у віці до 18 років та 2,6 % осіб у віці 65 років та старших.
Цивільне працевлаштоване населення становило 9135 осіб. Основні галузі зайнятості: освіта, охорона здоров'я та соціальна допомога — 18,7 %, науковці, спеціалісти, менеджери — 18,2 %, виробництво — 15,9 %.